# Університет Кан-Нормандія
Університет Кан-Нормандія (фр. Université de Caen Normandie) — громадський університет у Кані, Франція.

## Історія

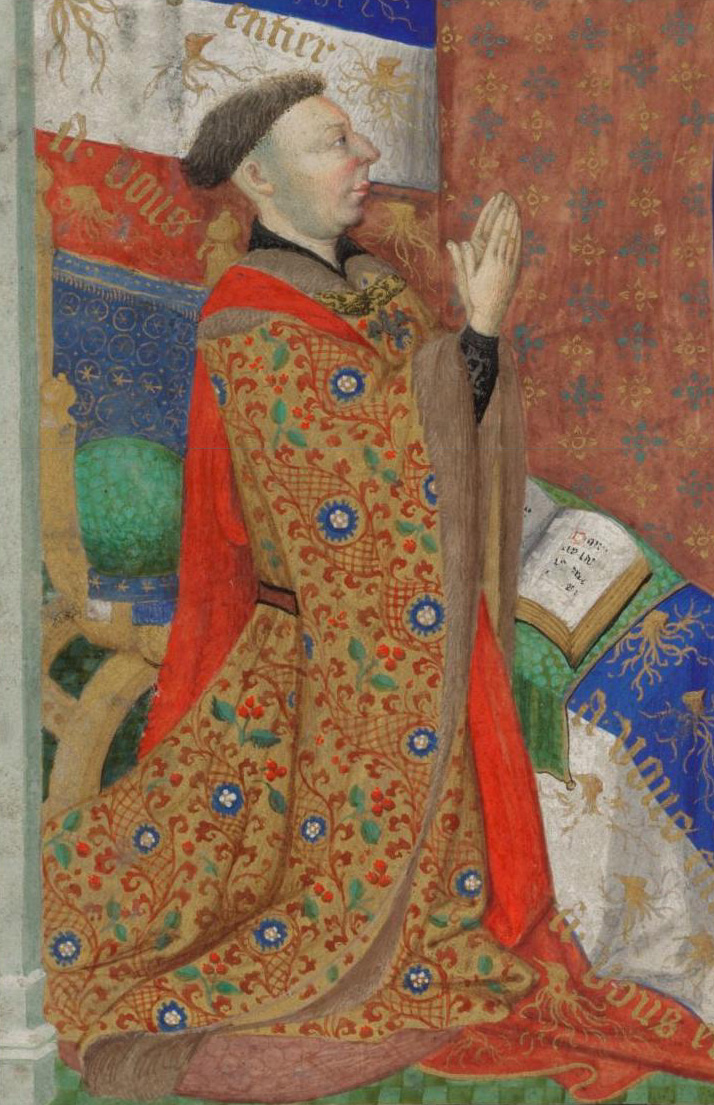
Джон Ланкастерський, 1-й герцог Бедфордський, засновник університету. Ілюстрація з Бедфордського часосолова у Британській бібліотеці

Університет заснований 1432 року Джоном Ланкастерським, 1-м герцогом Бедфордським. Першим ректором був корнуолець Майкл Трегурі, який згодом став архієпископом Дублінським. Спочатку заклад включав факультет канонічного права та факультет права. До 1438 року в ньому було вже п'ять факультетів. Заснування було підтверджено королем Франції Карлом VII Звитяжним у 1452 році.
7 липня 1944 року університет був повністю знищений повітряним бомбардуванням під час операції Чарнвуд у битві за Кан. У 1944—1954 роках університет розміщувався в приміщеннях обласного педучилища. Новий кампус спроєктував Анрі Бернар. Будівництво тривало з 1948 по 1957 роки. Новий університет був урочисто відкритий 1 і 2 червня 1957 року. Його логотип, міфічний Фенікс, символізує це відродження.

## Рейтинги
| Рейтинг | Ранг          |
| ------- | ------------- |
| CWUR    | 808 (2020-21) |
| QS      | 1201+ (2022)  |

## Видатні персони

### Видатні випускники

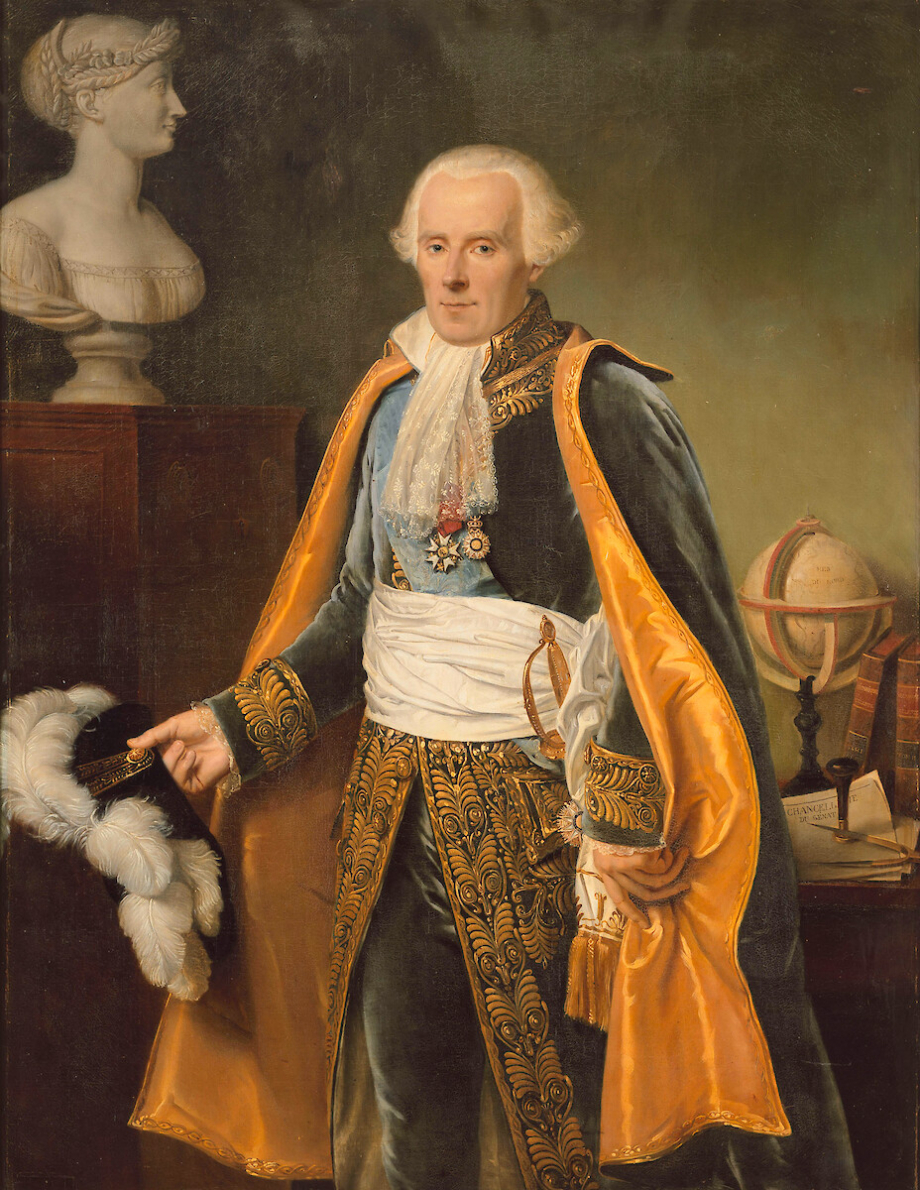
П'єр-Симон де Лаплас
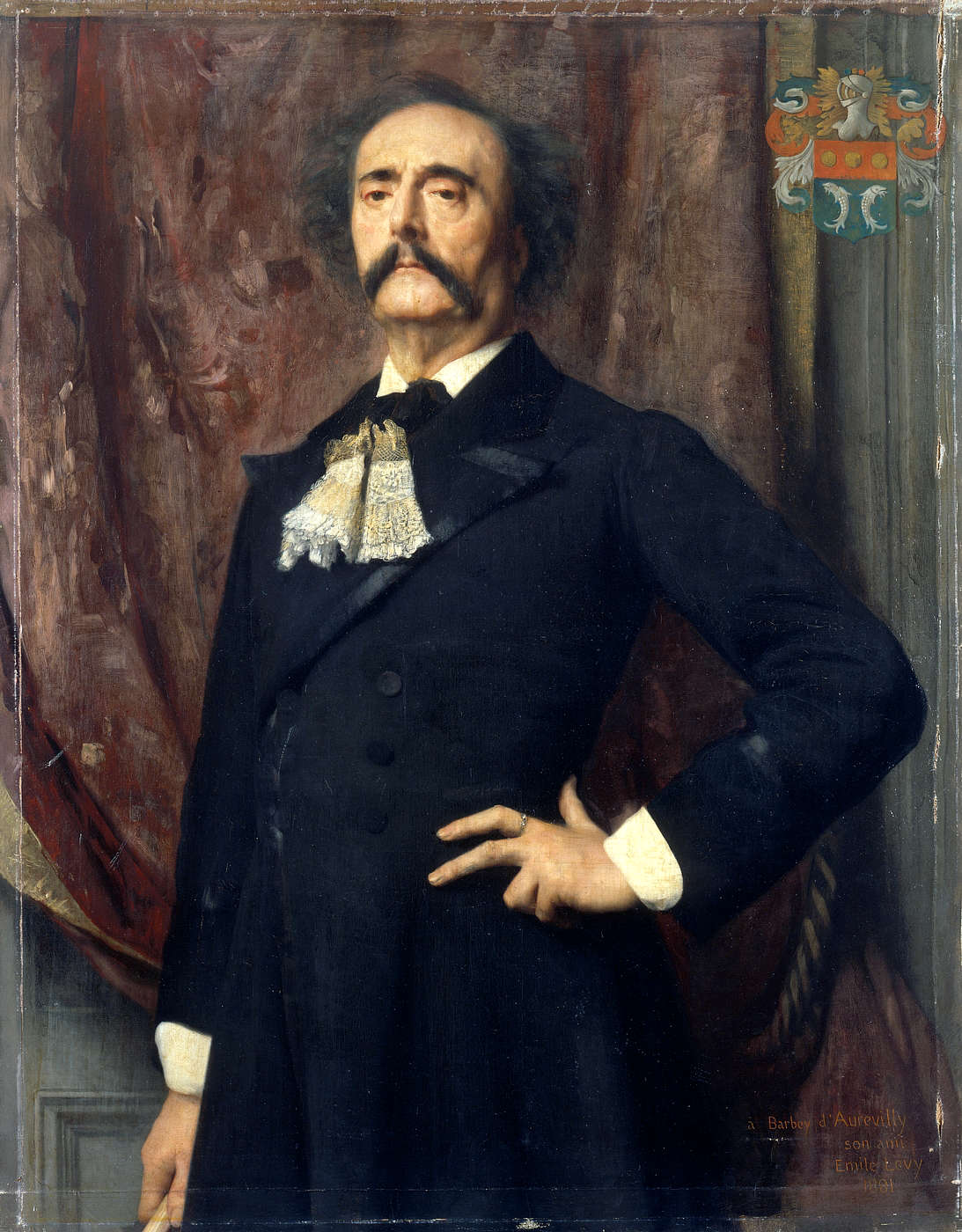
Жюль Барбі д'Оревільї
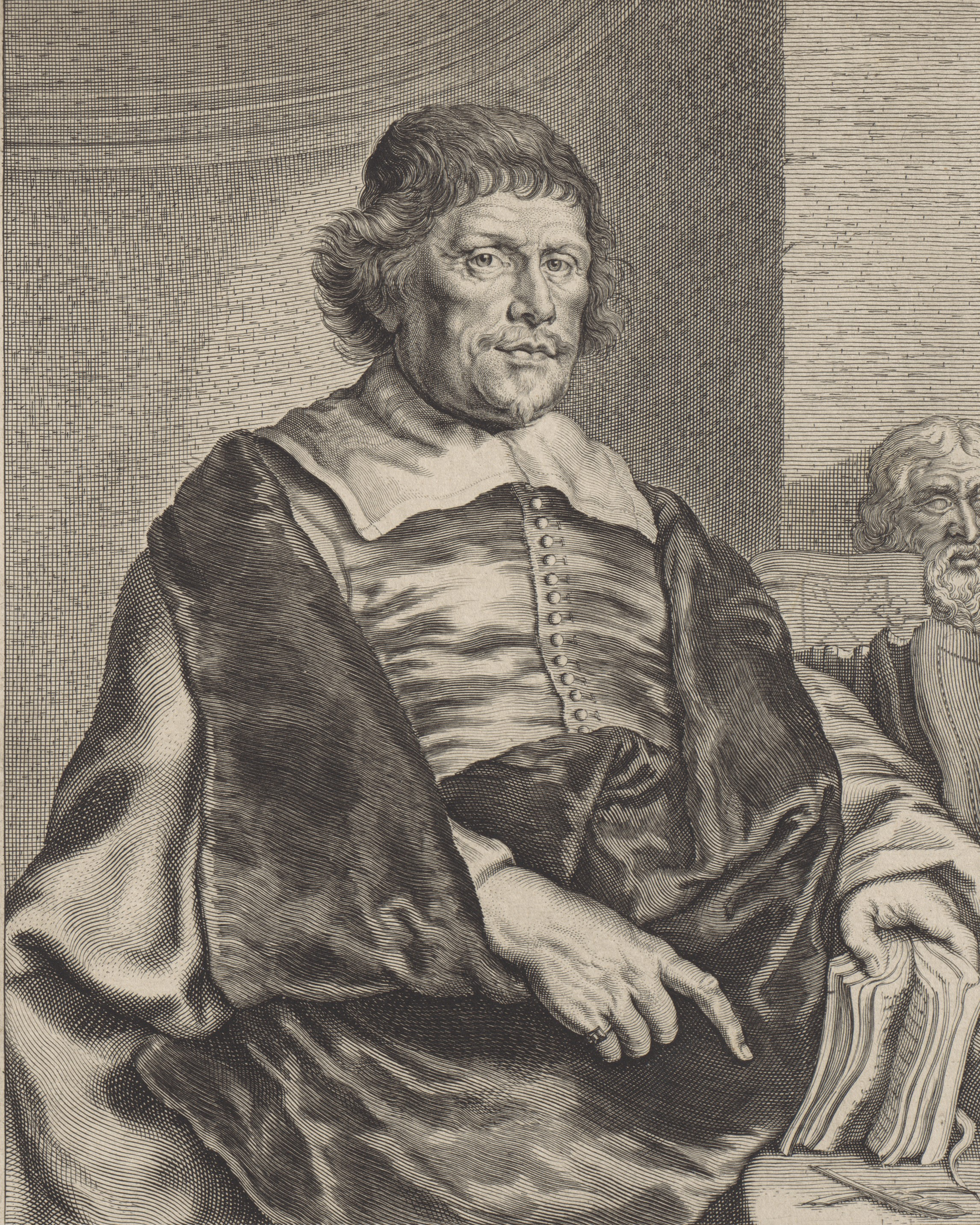
Каспар Барлеус
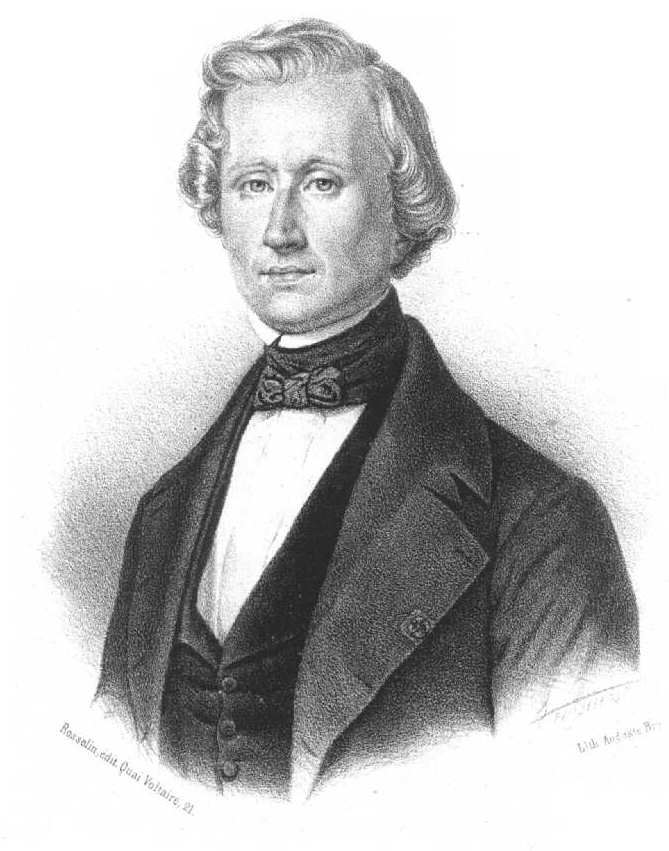
Урбен Левер'є
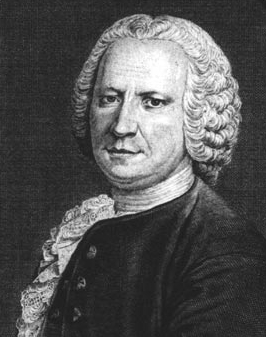
Гійом-Франсуа Руель
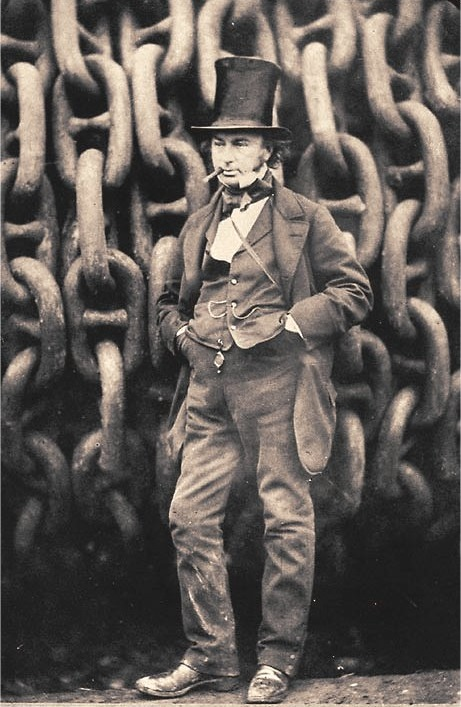
Ізамбард Кінгдом Брунель
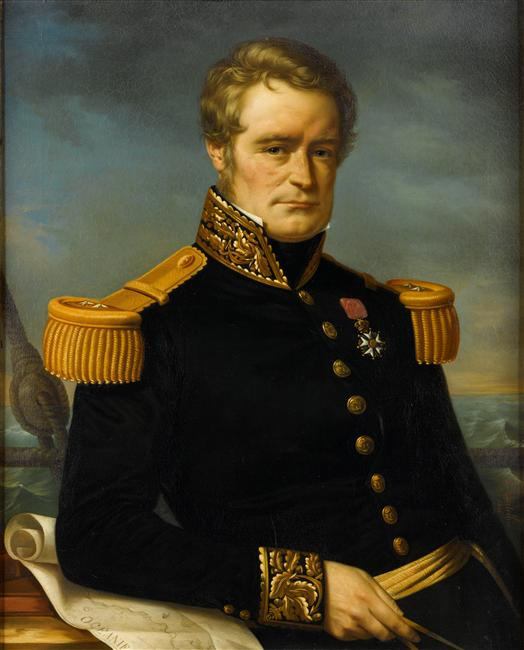
Жюль Дюмон-д'Юрвіль
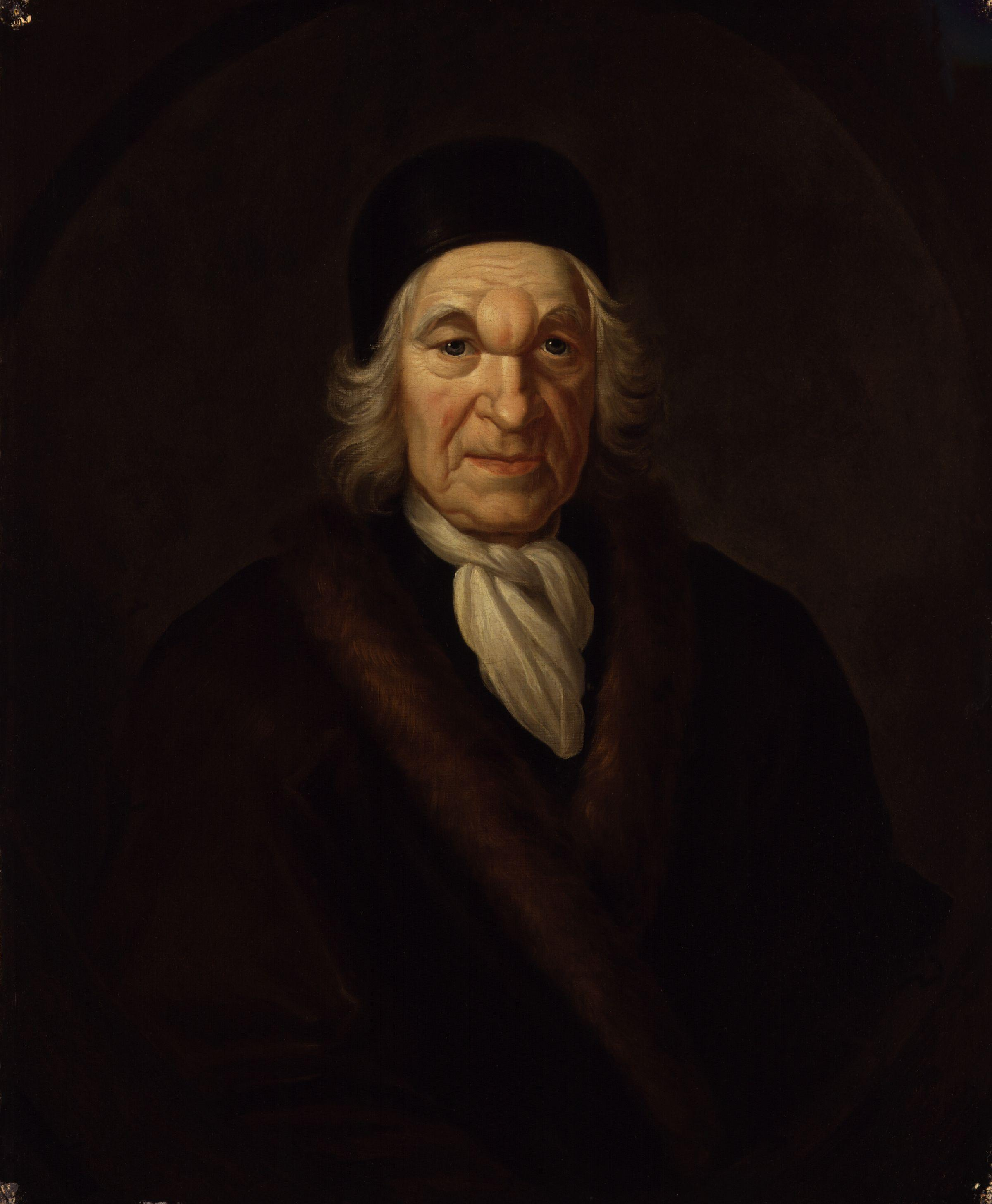
Шарль де Сент-Евремон
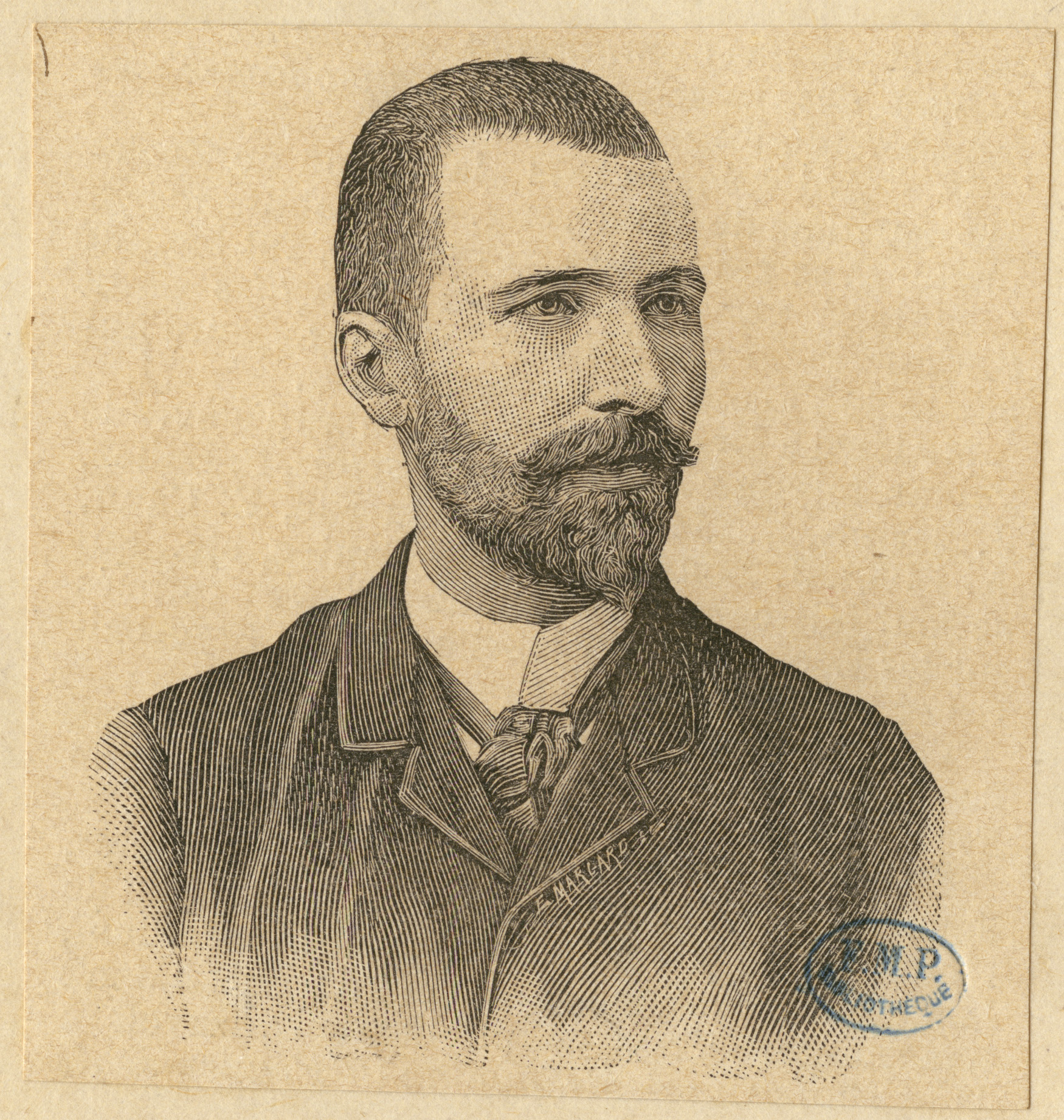
П'єр Огюстен Дангер
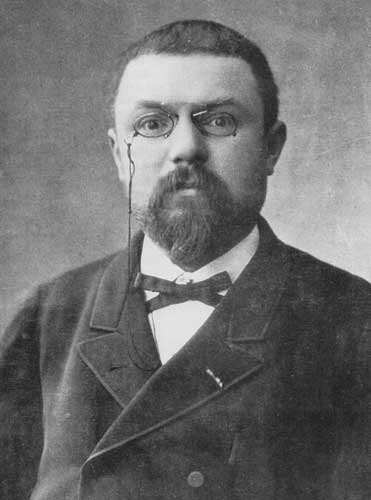
Анрі Пуанкаре
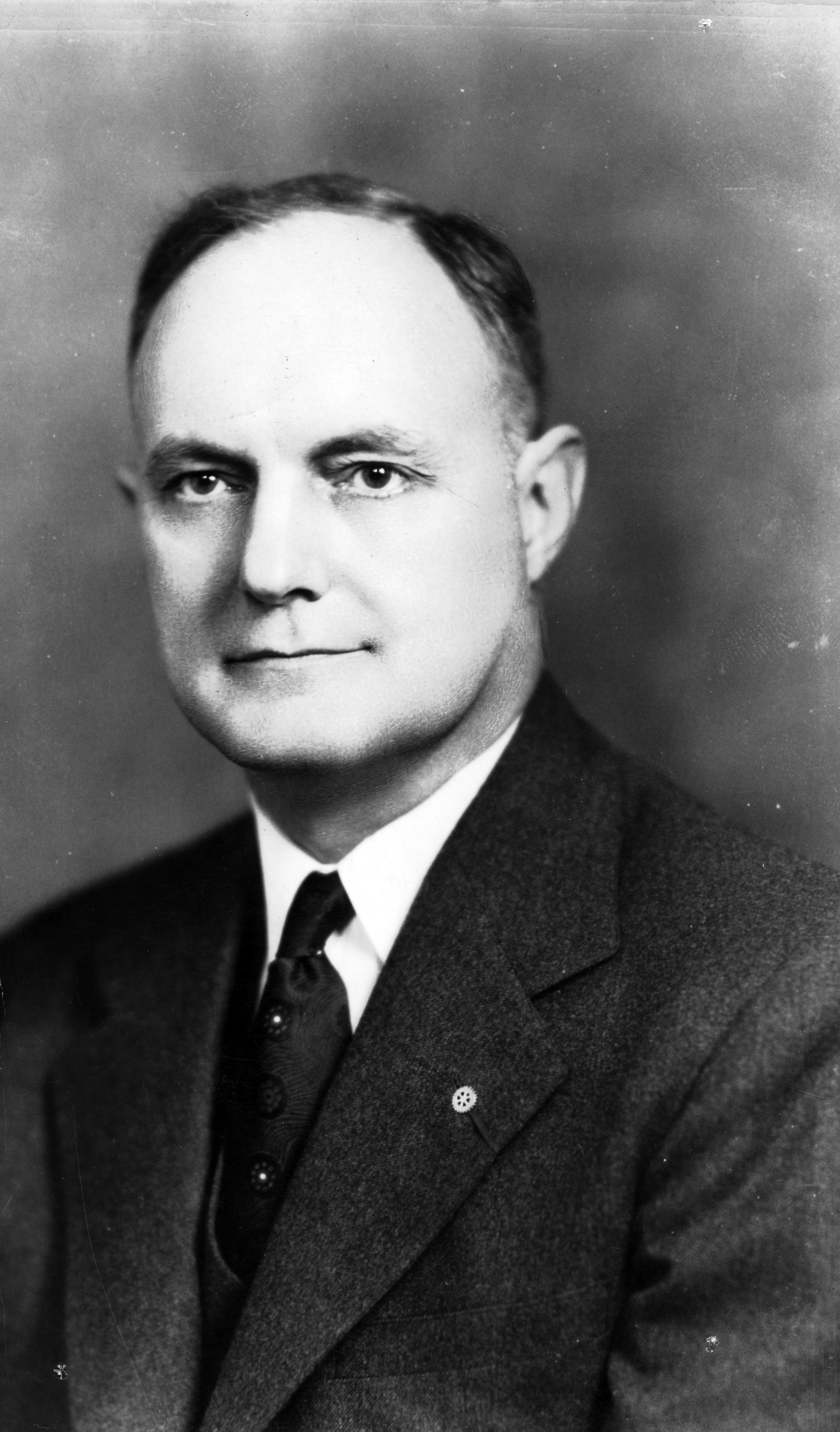
Блейк Регсдейл Ван Леер

### Видатні викладачі
- Гастон Міаларе (1918—2016}, французький педагог і професор університету.
- Доріс Бенсімон (1924—2009), французький соціолог і вчений австрійського походження
- Альбер Габріель (1883—1972), французький доцент історії мистецтва (1923—1925)

## Різне
- Математик П'єр Варіньйон, чия робота вплинула на молодого Леонарда Ейлера, отримав ступінь магістра в Кані в 1682 році.
- П'єр-Симон Лаплас (1749—1827) познайомився з математикою в Кані завдяки Крістофу Гадбледу і П'єру Ле Кану.
- Анрі Пуанкаре (1854—1912) викладав там між 1879 і 1881 роками.
- Університет містить знамениту масштабну модель Риму .[12]
- Ті, хто хоче стати адвокатами або соліситорами на Гернсі (або, донедавна, на Джерсі), повинні завершити тримісячне вивчення нормандського права в Канському університеті (Cerificat d'Études Juridiques Françaises et Normandes) до того, як їх приймуть до колегії адвокатів Гернсі чи Джерсі. відповідно.